# Jacqueline du Pré
Jacqueline du Pré (Oxford, 1945. január 26. – London, 1987. október 19.) angol csellóművész.

## Élete és pályafutása
Négyéves volt, amikor először hallott csellót a rádióban. Anyja, Iris du Pré kezdte tanítani, majd két évvel később egy londoni csellóiskolában tanult tovább. Versenyeken vett részt testvérével, Hilary du Prével, és tízéves volt, amikor díjat nyert a Nemzetközi Versenyen. Tizenkét éves korában már a BBC-nek adott koncertet Londonban. Tanult William Pleethtől Londonban, a Guildhall School of Music and Drama iskolában, Paul Torteliertől Párizsban, Msztyiszlav Leopoldovics Rosztropovicstól Oroszországban, és Pablo Casalstól Svájcban.
1967-ben férjhez ment Daniel Barenboim Argentínában született, izraeli zongoraművészhez.
1973-ban visszafordíthatatlanul romló egészségi állapota miatt visszavonult. A szklerózis multiplex első tüneteként kezdte elveszíteni ujjainak érzékenységét.
1987. október 19-én, 42 éves korában halt meg Londonban. A művésznő Davidov Stradivariusát egy másik híres csellóművészre, Yo-Yo Mára hagyta. Másik nevezetes hangszerét, az 1673-ban készült Stradivariust Lynn Harrell vásárolta meg, és Jacqueline du Pré tiszteletére du Pré Stradivariusnak nevezte el.

## Kapcsolódó szócikk
- Csellisták listája